# 克萨龙瓦勒
克萨龙瓦勒（法語：Xaronval，法語發音：[ksaʁɔ̃val] ⓘ 或 [ʃaʁɔ̃val]）是法国大東部大區孚日省的一个市镇，属于埃皮纳勒区。

## 地理
克萨龙瓦勒（48°22'31"N, 6°11'16"E）面积5.25 平方千米，位于法国大東部大區孚日省，该省份为法国东北部内陆省份，北起默兹省和默尔特-摩泽尔省，西接上马恩省，南至上索恩省和贝尔福地区省，东临上莱茵省和下莱茵省。
与克萨龙瓦勒接壤的市镇（或旧市镇、城区）包括：阿夫兰维尔、巴泰克塞、日尔库尔-莱维耶维尔、埃尔居涅、马东河畔马兰维尔、马东河桥村、萨维尼、马东河畔沃梅库尔。

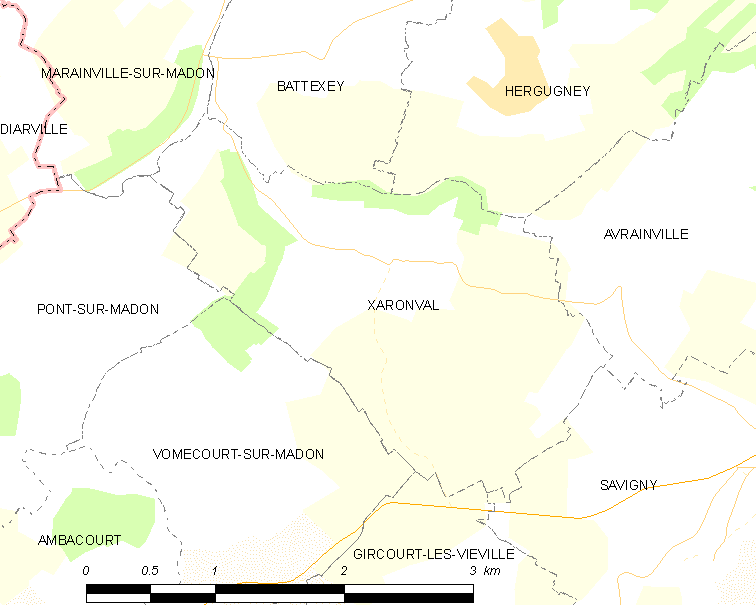
克萨龙瓦勒的OSM定位图

克萨龙瓦勒的时区为UTC+01:00、UTC+02:00（夏令时）。

## 行政
克萨龙瓦勒的邮政编码为88130，INSEE市镇编码为88529。

## 政治
克萨龙瓦勒所属的省级选区为沙尔姆县。

## 人口

1962-2008年间克萨龙瓦勒人口变化图示

克萨龙瓦勒于2022年1月1日时的人口数量为108人。